# Mario Dal Castello
Mario Dal Castello (Arsiero, 23 maggio 1942) è un politico italiano.

## Biografia
Esponente veneto della Democrazia Cristiana. Nel 1979 viene eletto alla Camera dei Deputati, dove rimane complessivamente quattro Legislature, fino al 1994.
Ricopre anche il ruolo di Sottosegretario di Stato al Ministero della pubblica istruzione nel primo e nel secondo governo Craxi e poi ancora nel Governo Fanfani VI.